# SV Hertha Finsterwalde
Der SV Hertha Finsterwalde ist ein Sportverein in der südbrandenburgischen Stadt Finsterwalde. Er hat über 300 Mitglieder und bietet Sportarten wie Fußball, Radball und Kegeln an.

## Geschichte
Hertha Finsterwalde wurde 1907 als Arbeitersportverein gegründet. Unmittelbar nach der Machtübernahme der Nationalsozialisten in Deutschland wurden alle Sportvereine des Arbeiter-Turn- und Sportbundes aufgelöst, darunter fiel auch der ASV Hertha. 1945 wurde versucht, den Verein neu zu gründen, und es entstanden die Abteilungen Fußball, Tischtennis und Kegeln. Aufgrund seiner Vergangenheit als Arbeitersportverein wurde der SV Hertha trotz des Vereinsverbots in der sowjetischen Besatzungszone zunächst geduldet, im Zuge der Gründung von Betriebssportgemeinschaften (BSG) in Ostdeutschland wurde er aber 1949 in die BSG Konsum Finsterwalde überführt. Nach Übernahme der Trägerschaft durch das Schweißtechnikwerk Kjellberg wurde die BSG in „Kjellberg Finsterwalde“ umbenannt, daraus wurde nach Gründung der zentralen Sportvereinigungen 1952 die BSG Motor Finsterwalde Süd. Gleichzeitig kam mit Radsport eine neue Sektion hinzu, eine weitere wurde 1959 für Handball gegründet. 1961 wurde die Sektion Radpolo gegründet. 1982 hatte die Betriebssportgemeinschaft 690 Mitglieder und unterhielt sechs Sportsektionen. Bis 1989 konnte die Mitgliederzahl auf 1068 gesteigert werden. Nach der politischen Wende von 1989 stellte das Schweißtechnikwerk seine Förderung für die Betriebssportgemeinschaft ein, diese wurde 1990 unter Verwendung des historischen Namens in den Sportverein Hertha umgewandelt.

## Entwicklung des Fußballsports

Historisches Logo der BSG Motor Finsterwalde Süd

Bis in die Jahrtausendwende spielte sich der Fußball in Finsterwalde in den unteren Spielklassen ab. Die BSG Motor Süd stieg 1953 aus der viertklassigen Bezirksklasse in die Bezirksliga Cottbus auf. Dort konnte sie bis 1964 den Klassenerhalt sichern, stieg danach aber bis 1969 wieder in die Bezirksklasse ab. Danach wurde abgesehen von 1978/79 noch einmal für elf Jahre drittklassig gespielt, zeitweise in Konkurrenz mit der BSG Motor Finsterwalde. Zwischen 1981 und 1989 spielte die BSG Motor Süd unterhalb der Bezirksliga, die letzte Saison der DDR-Bezirksliga Cottbus 1989/90 fand noch einmal unter Beteiligung von Motor Süd Finsterwalde statt.
Lediglich im DDR-Fußballpokal-Wettbewerb machten die BSG Kjellberg und Motor Süd überregional auf sich aufmerksam. Aber abgesehen von 1950, als Kjellberg die zweite Pokalrunde erreichte, kamen die Mannschaften über die erste Runde nicht hinaus:
- 1950: BSG Brauereien Berlin – Kjellberg Finsterwalde 2:4

Kjellberg Finsterwalde – SG Volkspolizei Berlin 0:1
- 1952: Motor Finsterwalde-Süd – Motor Altenburg 0:5
- 1958: Motor Finsterwalde-Süd – BSG Motor Dessau 0:2

Durch die Beteiligung an der DDR-Bezirksliga begann für den SV Hertha der DFB-Spielbetrieb in der Landesliga Süd. Nach zwei Jahren folgte 1991/1992 jedoch der Abstieg in die Landesklasse Süd. Bis 1995 kämpfte die Hertha dort gegen den Abstieg, der sie dann jedoch erlag und den Gang in die Kreisliga Elbe-Elster antreten musste. Erst in der Saison 1998/1999 gelang der Wiederaufstieg in die Landesklasse, dem jedoch der sofortige Abstieg folgte. Daraufhin spielte die 1. Männermannschaft mit wechselnden Erfolgen in der Kreisliga. 2005/06 wurde auch wieder eine 2. Männermannschaft gegründet, der nach zwei Jahren der Aufstieg in die 1. Kreisklasse gelang. 2007 gelang der 1. Männermannschaft erneut der Aufstieg in die seit 2008 achtklassige Landesklasse Brandenburg. In der Staffel Mitte erreichte die Mannschaft in der Saison 2007/08 einen Platz im unteren Tabellenmittelfeld. Die Saison 2008/2009 begann mit einem starken Saisonstart, am Ende reichte es zu einem überraschenden 5. Rang. Für die Saison 2009/2010 wurde Hertha in die Landesklasse Staffel Süd eingeordnet und erspielte sich auch dort direkt den 5. Tabellenrang am Saisonende. Im Jahr darauf spielte man eine überragende Hinrunde, nach der man auf dem starken 4. Tabellenrang stand. Verletzungsbedingte Ausfälle von Stammkräften sorgten jedoch dafür, dass das Team in der Rückrunde nur insgesamt zehn Zähler erringen konnte. Durch ein überraschendes 6:1 am letzten Spieltag bei Viktoria Cottbus konnte der Klassenerhalt doch noch gefeiert werden. Parallel zum Ligabetrieb kämpfte sich die Mannschaft im Landespokal bis ins Achtelfinale, wobei unter anderem höherklassige Mannschaften wie Stahl Eisenhüttenstadt und Rot-Weiß Neustadt aus dem Pokal geworfen wurden. In einer enttäuschenden Saison 2011/2012 stieg Hertha wieder in die Kreisliga Elbe-Elster ab, obwohl man sich bis zum letzten Spieltag noch gegen den Abstieg zur Wehr setzte. Personelle Abgänge hatten die Mannschaft allerdings zu stark geschwächt und man musste viele junge Spieler integrieren. Erfreulich war allerdings der Einzug ins Kreispokalfinale, das allerdings verloren wurde. In der ersten Saison nach dem Abstieg war an den direkten Wiederaufstieg trotz eines guten Saisonstarts kaum zu denken. Unter dem neuen Trainerstab und mit einer nochmals verjüngten Mannschaft gelang am Ende ein guter 5. Tabellenrang, während die 2. Männermannschaft in die 2. Kreisklasse abstieg. In der Saison 2013/14 kämpfte die 1. Mannschaft um einen der Qualifikationsränge für die ab der Spielzeit 2014/15 neu gegründete Kreisoberliga, die sich aus den Spielkreisen Elbe-Elster, Spreewald und Senftenberg zusammensetzen wird. Während die 1. Männermannschaft die Qualifikation als Fünfter schaffte und damit in der Südbrandenburgliga spielberechtigt ist, gelang der 2. Männermannschaft die Meisterschaft in der 2. Kreisklasse und der damit verbundene Aufstieg.
Zur Saison 2015/16 gingen die Fußballabteilungen des SV Hertha Finsterwalde und des DJK Finsterwalde eine Spielgemeinschaft, unter den Namen Sängerstadt Hertha-DJK, ein. Diese betraf zunächst nur den aktiven Männerbereich beider Vereine. Am 1. Juli 2016 erfolgte die Fusionierung beider Fußballabteilungen zum FC Sängerstadt Finsterwalde. Die anderen Sportabteilungen verbleiben weiterhin in den beiden Stammvereinen. Im Spielbetrieb stehen somit aktuell drei Männermannschaften, eine Frauenmannschaft und acht Nachwuchsmannschaften.

## Entwicklung des Kegelsports
Nach der deutschen Einheit schlossen sich die Kegelfreunde aus fast allen anderen Kegel-Vereinen unter dem Dach der Abteilung Kegeln von Hertha Finsterwalde zusammen, weil dieser Verein die Mannschaft mit der höchsten Ligalizenz stellte. Die erste Männermannschaft spielte kontinuierlich in der Verbandsliga, in der sie zuletzt 2007 Vizemeister war. 2008 musste sie in die Landesliga absteigen. 2013 gelang ihr als Zweitplatzierter der Wiederaufstieg in die Verbandsliga. Die zweite Männermannschaft spielte jahrelang auf Kreisebene und zwischenzeitlich auch einige Saisons in der Landesklasse. Sie stieg 2011 wieder in die Kreisliga ab. 2013 schaffte sie als Vizekreismeister den erneuten Aufstieg, der bis zum letzten Spieltag hart umkämpft war und erstmals im internationalen Spielsystem mit 120 Wurf ausgetragen wurde. Die dritte Männermannschaft spielt in der 2. Kreisklasse. Des Weiteren gibt es noch eine Seniorenmannschaft.

## Personen von besonderer Bedeutung
- Peter Blüher, 38-maliger DDR-Oberligaspieler in Jena und beim 1. FC Union Berlin, begann als Jugendlicher bei Motor Süd.
- Detlef Irrgang begann seine Fußballlaufbahn bei Motor Süd, ehe er für den FC Energie Cottbus 84 DDR-Oberligaspiele bestritt und später in der 2. Bundesliga spielte.
- Hans-Jürgen Riediger, 41-maliger DDR-Nationalspieler, spielte bis zu seinem 14. Lebensjahr bei Motor Süd.